# La France juive
La France juive, sous-titré Essai d'histoire contemporaine, est un pamphlet antisémite d'Édouard Drumont publié à compte d'auteur en mai 1886 chez Flammarion.

## Contexte
Il intervient en France dans un contexte de crise morale qui suit la défaite de 1870, de crise religieuse consécutive à la laïcité voulue par la Troisième République et l'émergence d'un libéralisme économique qui se traduit par un malaise et des tensions sociales. La responsabilité du krach retentissant de l'Union générale en 1882 est imputée notamment par Drumont à l'action délibérée de la banque Rothschild.

## Publications
En 1886, Alphonse Daudet qui a relu et soutenu Édouard Drumont pendant l'écriture de ce pamphlet, lui prête de l'argent pour lui permettre de le publier à compte d'auteur, s'adressant à Francis Magnard, directeur du Figaro pour que le journal lance le livre par un article.
Cet ouvrage de 1 200 pages, réparti en deux volumes, en forme de « chronique scandaleuse » avec son index de plus de 3 000 noms de personnalités juives ou ayant cultivé des relations avec des Juifs, rencontre un succès considérable avec 62 000 exemplaires vendus la première année. Véritable « best-seller de la fin du XIXe siècle » selon les termes de Léon Poliakov, il est republié en 1888 dans une version populaire résumée en un volume et connaît 200 rééditions au total jusqu'en 1914.
Il suscite enfin une veine littéraire avec La Russie juive de Calixte de Wolski  et L'Algérie juive de Georges Meynié (d) en 1887, suivis de L'Autriche juive de François Trocase en 1900 et de L'Angleterre juive par Doedalus en 1913.
Il est à nouveau réédité par Flammarion en 1938, 1941 et 1943, par les Éditions du Trident en 1986 puis par les Éditions Kontre Kulture, la maison d'édition de l'essayiste Alain Soral en 2012.
Une édition numérique a été produite en 2018 par Ars & Litterae. Elle n'est pas disponible en France.

## Influences
La France Juive est la première unification « dans une perspective historique — tour à tour sociale, religieuse, politique — [des] trois sources principales des passions antijuives : l'antijudaïsme chrétien, l'anticapitalisme populaire et le racisme moderne ». Il recycle et donne leur autonomie aux thèmes de l'antisémitisme catholique, affirmant que « la question religieuse même ne joue qu'un rôle secondaire à côté de la question de race qui prime toutes les autres ».
L'ouvrage développe un antisémitisme racial (opposition entre « aryens » et « sémites »), économique (selon l'auteur, la finance et le capitalisme sont aux mains des Juifs) et religieux (en référence au peuple déicide).
En 2013, la Ligue internationale contre le racisme et l'antisémitisme a demandé en référé à la justice le retrait de certains passages de cet ouvrage, ainsi que d'autres contenus dans d'autres pamphlets antisémites réédités par l'idéologue d’extrême droite Alain Soral,.
Le procureur de la République a estimé que l'affaire relevait du juge du fond et non d'une procédure en référé.
Le politologue Vincent Tournier souligne que La France juive est également caractéristique d'un aspect majeur de l'antisémitisme de l'époque : la haine des Juifs porte Drumont à être largement philo-arabe et philo-musulman et à prendre le parti des musulmans en Algérie. Ainsi, « il relate leur souffrance, expliquant que, par le biais de l’Alliance israélite universelle, présidée par Crémieux, les Juifs ont su parachever leur domination en s’arrangeant, avec la complicité de la République honnie, pour être les seuls à bénéficier des droits civiques ».